# 강동이교
대교(大喬)와 소교(小喬)는 중국 삼국 시대의 여인으로, 미색이 출중하여 당대 최고의 미인 자매로 꼽혔다.
교국로의 딸들로 언니 대교는 오(吳)의 장사환왕(長沙桓王) 손책(孫策)과, 동생 소교는 오의 장수 주유(周瑜)와 결혼을 했다.
삼국지연의에서, 적벽대전(赤壁大戰)이 발발하기 전, 제갈량(諸葛亮)이 손권의 참전을 유도하고자 주유의 분노를 사기 위해 조조(曹操)가 지은 동작대부에, 조조가 대교와 소교를 탐하고 싶다는 내용을 집어넣어서 불렀다고 한다.
전승에 따르면 요절한 인물이 많은 오나라에서도 유독 일찍 죽었다. 대교는 손책 사후 몇 달 후 죽었는데 그 나이가 최대 16세였으며 소교는 주유 사후 자결했는데 향년 최대 25세였다.

## 연기한 배우

### 대교
- 장징추 - 2008년, 2009년(적벽대전 1부, 2부) - 영화

### 소교
- 린즈링 - 2008년, 2009년(적벽대전 1부, 2부) - 영화

## 같이 보기
- 삼국지 인물 목록